# 시애틀 센터 모노레일

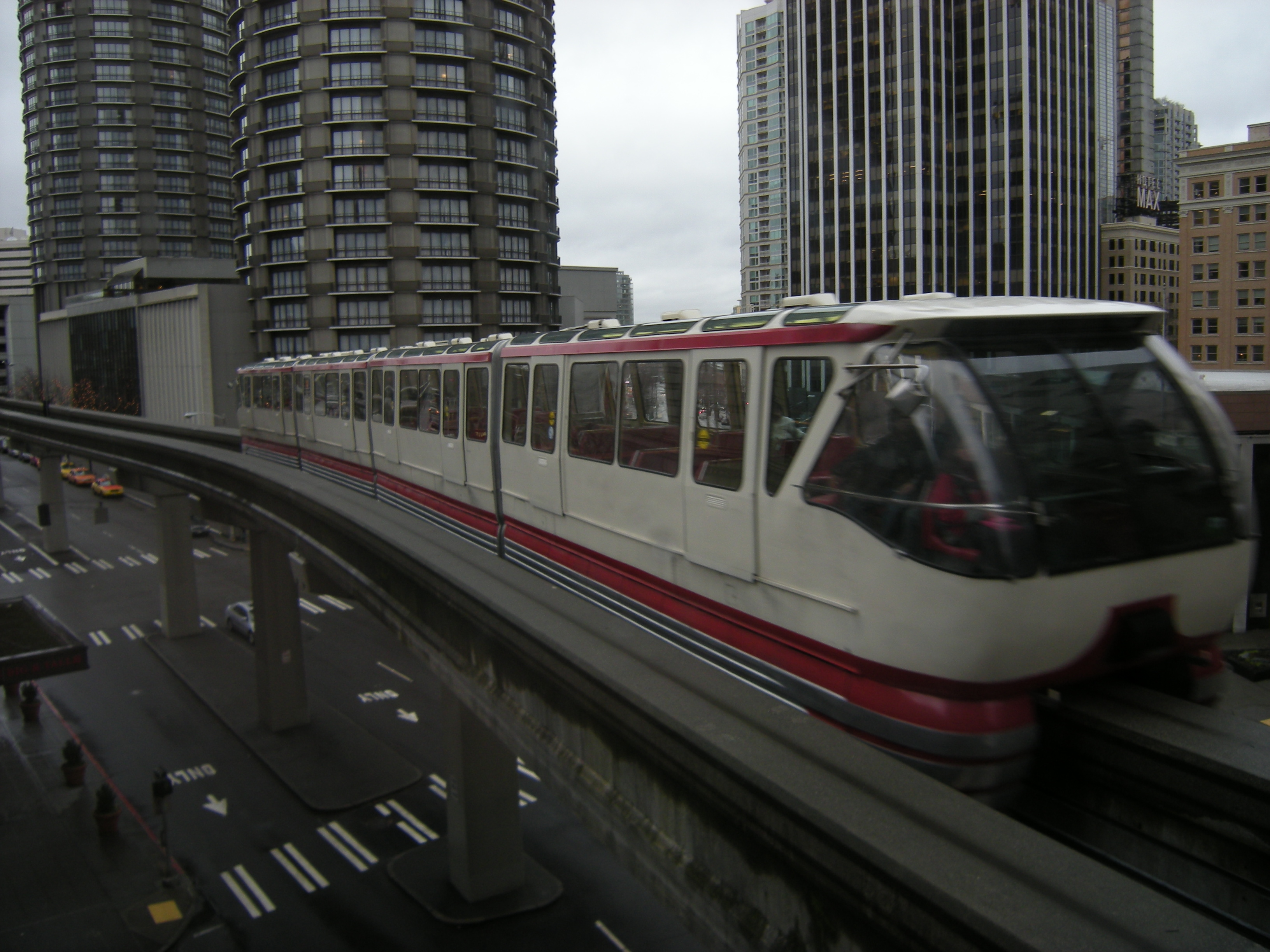
시애틀 센터 모노레일

시애틀 센터 모노레일(Seattle Center Monorail)은 미국 워싱턴주 시애틀에 있는 모노레일이다. 1962년 세계 박람회 당시 만들어졌으며, 다운타운의 웨스트레이크 센터에서 시애틀 센터까지 달린다.